# Chrysichthys cranchii
Chrysichthys cranchii és una espècie de peix de la família dels claroteids i de l'ordre dels siluriformes.

## Morfologia
Els mascles poden assolir els 150 cm de llargària total i els 135 kg de pes.

## Distribució geogràfica
Es troba a Àfrica: República Democràtica del Congo.